# Zbór Kościoła Adwentystów Dnia Siódmego w Lublinie
Zbór Kościoła Adwentystów Dnia Siódmego w Lublinie – zbór adwentystyczny w Lublinie, należący do okręgu lubelskiego diecezji wschodniej Kościoła Adwentystów Dnia Siódmego w RP; jedna z lubelskich społeczności protestanckich.
Pastorem zboru jest Taras Semeniuk. Nabożeństwa odbywają się w kościele przy ul. Niecałej 4 każdej soboty o godz. 10:00. Z kolei o godz. 13:00 odbywają się nabożeństwa grupy anglojęzycznej.

## Historia
Powstanie lubelskiego zboru adwentystów związane jest z pracą misyjną ewangelisty Makara Gryca, który przybył do Lublina w 1913 r. W wyniku działań ewangelizacyjnych w 1914 r. powstał w mieście zbór adwentystyczny. W 2004 r. zbór świętował 90-lecie istnienia.

## Działalność
Główne nabożeństwo rozpoczyna się każdej soboty o godz. 10:00. Pierwsza część nabożeństwa obejmuje studium Biblii w szkole sobotniej (oddzielne zajęcia dla dzieci i młodzieży w różnych grupach wiekowych w ramach szkółki sobotniej) oraz apel ewangelizacyjny. Drugą część stanowi kazanie wygłoszone na podstawie Pisma Świętego. Nabożeństwo składa się także ze śpiewania pieśni, modlitw, czytania psalmów i innych fragmentów Biblii. Poza nabożeństwem funkcjonuje także punkt katechetyczny. Zbór obchodzi Wieczerzę Pańską raz na kwartał.
Zbór angażuje się także w działalność społeczną, cyklicznie organizuje spotkania z okazji Dnia Wolności Religijnej, a także wystawy Biblii z panelami dyskusyjnymi. Współpracuje również z organizacją ADRA w celach charytatywnych. Oprócz tego przy zborze funkcjonuje punkt zaopatrzenia w książki chrześcijańskie oraz stoisko z bezpłatną literaturą.

## Dom modlitwy
Lubelski zbór posiada własną kamienicę w centrum miasta przy ul. Niecałej. Na pierwszym piętrze kamienicy znajduje się dom modlitwy. Sala główna jest dwuczęściowa, oddzielona szklanymi drzwiami, które na czas nabożeństwa są rozsunięte. Potrafi pomieścić blisko 200 osób. W pierwszej części sali krzesła ułożone są w dwie nawy, zaś w drugiej – w jedną. Z przodu sali znajduje się centralnie położona kazalnica z logo Kościoła, organy oraz baptysterium przeznaczone do udzielania chrztu przez zanurzenie. Pozostałe pomieszczenia obejmują: szatnię, kuchnię, stołówkę, sale szkoły sobotniej, toalety i pomieszczenia gospodarcze.